# SK Absam
SK Absam – austriacki klub szachowy z siedzibą w Absam.

## Historia
Klub powstał na przełomie lat 40. i 50. Od 2006 roku zespół uczestniczył w Bundeslidze, z której spadł w sezonie 2008/2009. W 2012 roku klub wrócił do pierwszej ligi. W sezonie 2015/2016 zespół zajął piąte miejsce w lidze. W 2018 roku SK Absam spadł z Bundesligi, wrócił do niej w 2020 roku, zajmując wówczas szóste miejsce. W 2022 roku zespół spadł z Bundesligi. Również w 2022 roku SK Absam uczestniczył w rozgrywkach Pucharu Europy. Zespół wygrał wówczas z SC En Passant, Gambitem Bonnevoie, Vammalan SK i De Sprénger Echternach, a przegrał z CA Silla, Kfar Saba Chess Club i Göktürk Satranç SK i zajął w klasyfikacji końcowej 30. miejsce.
Zawodnikami klubu byli m.in. Goran Dizdar, Feliks Lewin, Thomas Luther, Arkadij Rotstein, Eckhard Schmittdiel, Emil Sutowski i Dawit Szengelia.
Henrik Teske.